# ژونکت ۴۴۰۰۱
سیارک ۴۴۰۰۱ (به انگلیسی: 44001 Jonquet، نامگذاری:1997RE3) چهل و چهار هزار و یکمین سیارک کشف شده‌است که در ۶ سپتامبر ۱۹۹۷ کشف شد.